# Clovia luteomaculata
Clovia luteomaculata är en insektsart som beskrevs av Victor Lallemand 1942. Clovia luteomaculata ingår i släktet Clovia och familjen spottstritar. Inga underarter finns listade i Catalogue of Life.